# Proteus mirabilis
Proteus mirabilis  es un bacilo gram negativo, facultativamente anaeróbico. Muestra aglutinación, motilidad, y actividad ureasa. P. mirabilis causa el 90% de todas las infecciones por 'Proteus'. Viene de la Tribu Proteae.

## Diagnóstico
Una muestra de orina alcalina es un posible signo de P. mirabilis..
P. mirabilis puede diagnosticarse en el laboratorio debido a su característica motilidad agrupada, e inhabilidad para metabolizar lactosa en el medio agar McConkey , por ejemplo. Y P. mirabilis produce un muy distintivo olor a pescado podrido.

## Enfermedad
Esta bacteria de colonias redondeadas tiene la habilidad de producir grandes niveles de ureasa. La ureasa hidroliza urea a amoníaco, (NH3) y eso hace a la orina más alcalina. Y al subir la alcalinidad puede liderar la formación de cristales de estruvita, (15% de los cálculos renales), carbonato de calcio, y/o apatita. Esta bacteria puede encontrarse en cálculos, y esas bacterias escondidas allí, pueden reiniciar una infección post tratamientos antibióticos.

## Tratamiento
P. mirabilis es generalmente susceptible a muchos antibióticos como tetraciclinas, aunque el 10%–20% de las cepas de P. mirabilis también son resistentes a cefalosporinas de primera generación y a la ampicilina.

## Características
P. mirabilis es mótil, posee flagelo peritricoso, y es conocido por su habilidad para aglutinarse. Está comúnmente en el tracto intestinal de humanos. P. mirabillis  no es patogénico en cobayos Cavia porcellus o en gallinas.
El microorganismo registra lo siguiente en pruebas de laboratorio:
- Indol negativo y nitrato reductasa positivo (no produce burbujas de gas).
- Rojo de metilo negativo y Voges-Proskauer negativo.
- Catalasa positiva.
- Fenilalanina desaminasa positiva.